# Агавнадзор (Котайк)
Агавнадзор (вірм. Աղավնաձոր) — село в марзі Котайк, у центрі Вірменії. Село розташоване на лівому березі річки Мармарік, за 13 км на північний захід від міста Раздан, за 12 км на північ від міста-курорту Цахкадзор та за 26 км на захід від міста Севан. Через село пролягає залізниця Раздан — Іджеван. Поруч розташовані села Джрарат, Какавадзор та Мармарік.